# Nikola Gjorgjev
Nikola Gjorgjev (tiếng Macedonia: Никола Ѓорѓев; sinh ngày 22 tháng 8 năm 1997) là một cầu thủ bóng đá người Macedonia gốc Thụy Sĩ hiện tại thi đấu ở vị trí tiền vệ chạy cánh phải cho FC Twente theo dạng cho mượn từ Grasshopper Club Zürich in the Dutch Eredivisie.

## Sự nghiệp câu lạc bộ
Gjorgjev là một nhân tố trẻ từ Grasshopper Club Zürich. Anh ra mắt tại Giải bóng đá vô địch quốc gia Thụy Sĩ ngày 14 tháng 3 năm 2015 trước FC Thun. Anh vào sân thay cho Yoric Ravet sau 77 phút.

## Sự nghiệp quốc tế
Sinh ra ở Thụy Sĩ có gia đình là người Macedonia, Gjorgjev ban đầu đại diện cho nhiều đội trẻ ở Thụy Sĩ. Tuy nhiên, anh chuyển sang Đội tuyển bóng đá quốc gia Macedonia và ra mắt cho họ trong chiến thắng giao hữu 3–1 trước Azerbaijan vào ngày 29 tháng 5 năm 2016.